# Verkündigung an Maria (Kunstgewerbemuseum Berlin)

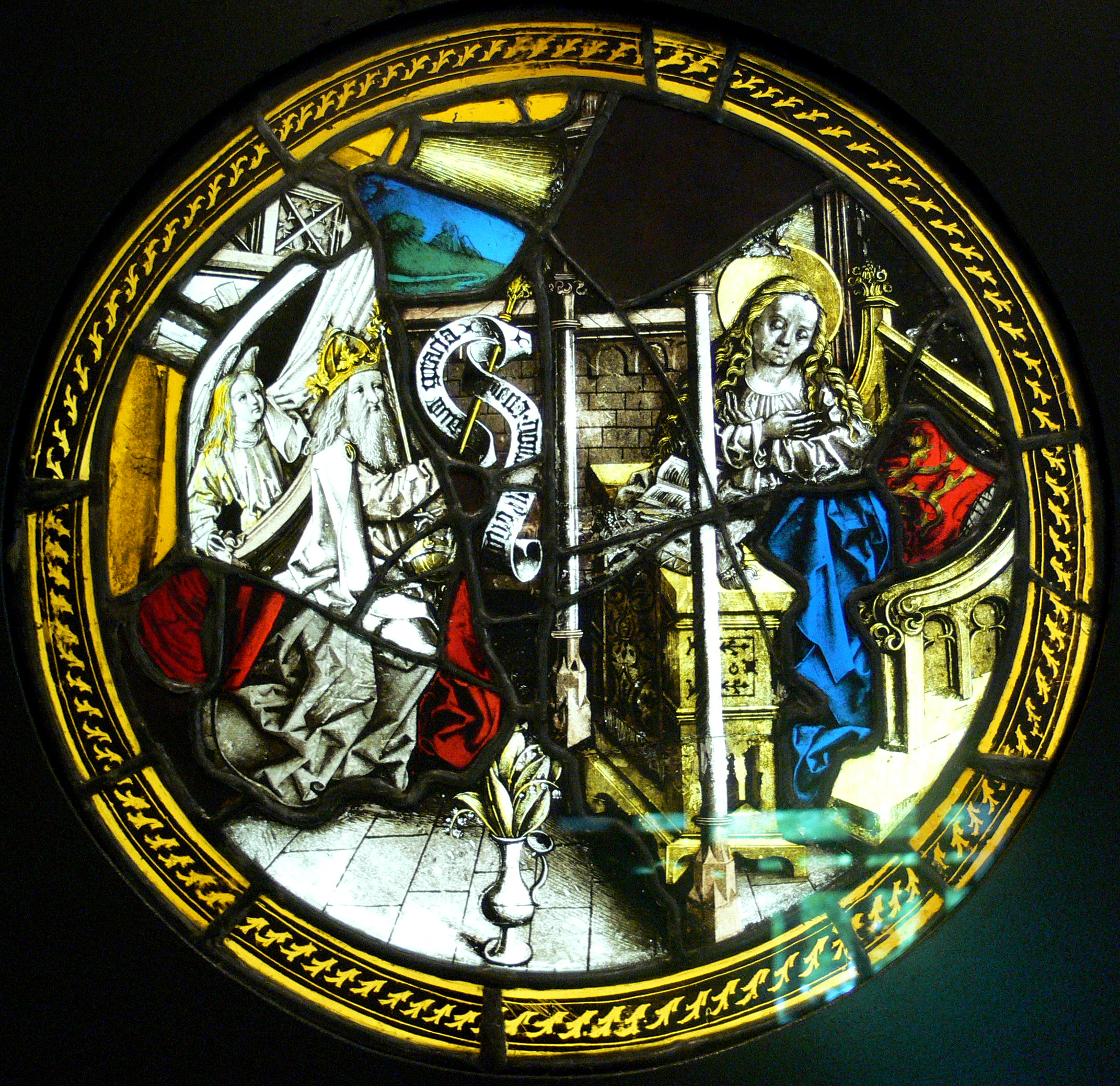
Glasgemälde Verkündigung an Maria im Kunstgewerbemuseum Berlin

Das Glasgemälde Verkündigung an Maria im Kunstgewerbemuseum Berlin (Nr. AE 561) wurde zwischen 1475 und 1480 von Peter Hemmel geschaffen. Das runde Bleiglasfenster mit einem Durchmesser von 36,3 cm entstand vermutlich in Straßburg und war bis 1803 im großen Ratssaal des Rathauses von Ulm eingebaut. Von 1805 bis vor 1927 war das Glasgemälde im Rittersaal des Schlosses Erbach ausgestellt. 
Das Kunstgewerbemuseum Berlin schreibt: „Anstelle des Oberkörpers des von links in das Mariengemach eingetretenen Verkündigungsengels sind hier die Figuren Gottvaters und eines Engels aus der Darstellung einer Marienkrönung unsensibel eingefügt worden. Im weniger beschädigten rechten Bildteil erscheint Maria, die ihre Lektüre unterbrochen hat und demutsvoll mit verschränkten Armen und gesenktem Blick die Verkündigungsbotschaft entgegennimmt. Im Vordergrund des Bildes ist eine Kanne mit einem Strauß Maiglöckchen als Symbol der keuschen Liebe, Demut und Bescheidenheit Mariens dargestellt.“
Die Rundscheibe stammt aus einem insgesamt neun Szenen umfassenden Zyklus von Darstellungen aus dem Leben Jesu. Im Jahr 1927 erwarben die Staatlichen Museen zu Berlin die acht jetzt im Kunstgewerbemuseum aufbewahrten Scheiben, eine weitere gelangte in das Hessische Landesmuseum Darmstadt. 